# Azerbeidzjan op het Eurovisiesongfestival 2019

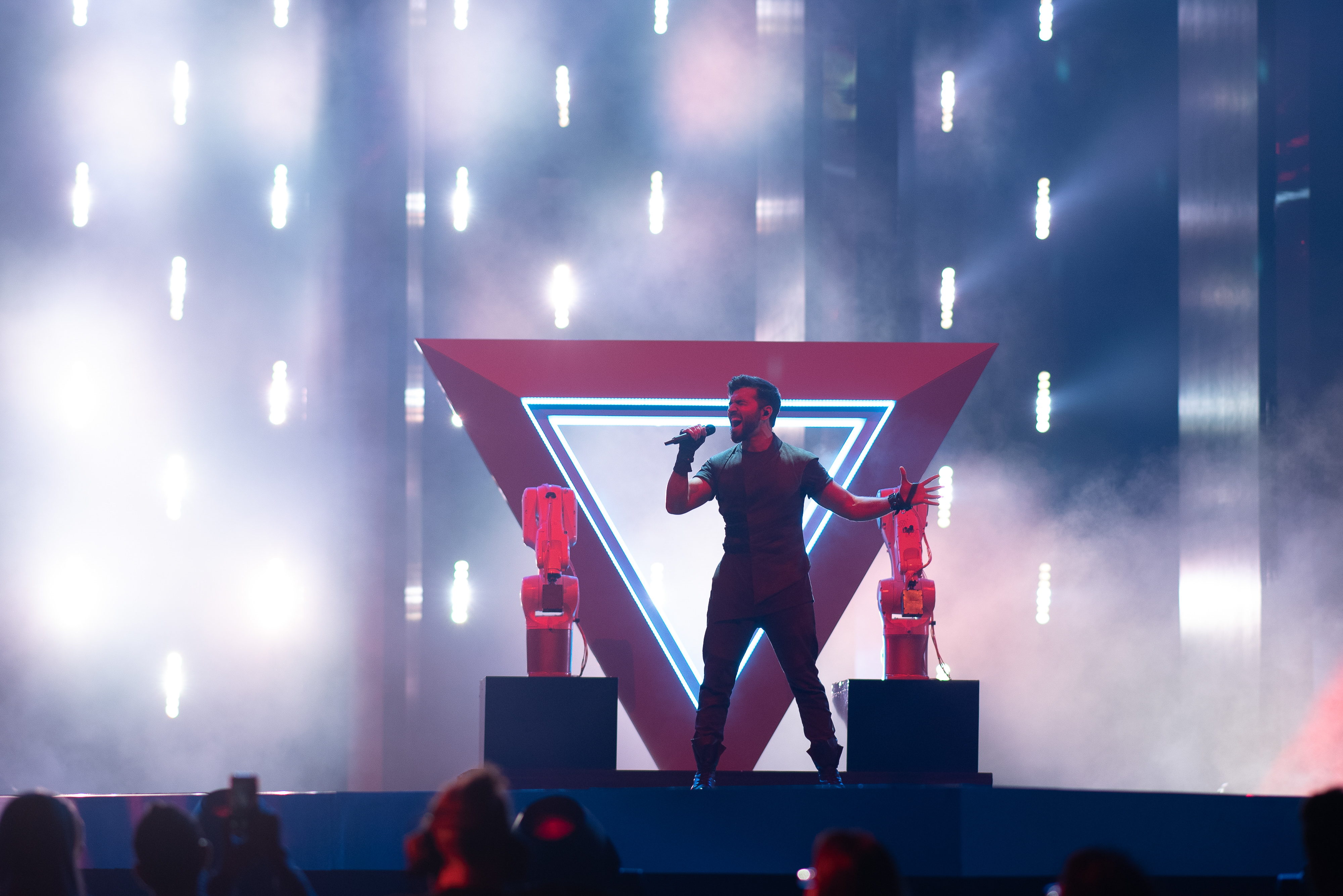
Cingiz tijdens de finale in Tel Aviv

Azerbeidzjan nam deel aan het Eurovisiesongfestival 2019 in Tel Aviv, Israël. Het was de 12de deelname van het land aan het Eurovisiesongfestival. ITV was verantwoordelijk voor de Azerbeidzjaanse bijdrage voor de editie van 2019.

## Selectieprocedure
De Azerbeidzjaanse openbare omroep bevestigde op 20 november 2018 te zullen deelnemen aan de komende editie van het Eurovisiesongfestival. Meteen werd duidelijk dat Azerbeidzjan voor een interne selectie opteerde. Geïnteresseerden konden zich kandidaat stellen. Uiteindelijk ontving de omroep 350 nummers. Op 8 maart 2019 werd duidelijk dat Chingiz Azerbeidzjan zou vertegenwoordigen met Truth.

## In Tel Aviv
Chingiz trad in de tweede halve finale aan als achttiende en laatste, na Tamara Todevska uit Noord-Macedonië. Hij stootte door naar de finale, waar hij als twintigste optrad, na ZENA uit Wit-Rusland en voor Bilal Hassani uit Frankrijk. Aan het einde van de puntentelling werd hij achtste met 302 punten. Hij kreeg 100 punten van de televoters en 202 punten van de vakjury's. Azerbeidzjan kreeg twee keer 12 punten, van de Russische jury en televoters.
2008 · 2009 · 2010 · 2011 · 2012 · 2013 · 2014 · 2015 · 2016 · 2017 · 2018 · 2019 · 2020 · 2021 · 2022 · 2023 · 2024 · 2025
Albanië · Armenië · Australië · Azerbeidzjan · België · Cyprus · Denemarken · Duitsland · Estland · Finland · Frankrijk · Georgië · Griekenland · Hongarije · Ierland · IJsland · Israël · Italië · Kroatië · Letland · Litouwen · Malta · Moldavië · Montenegro · Nederland · Noord-Macedonië · Noorwegen · Oostenrijk · Polen · Portugal · Roemenië · Rusland · San Marino · Servië · Slovenië · Spanje · Tsjechië · Verenigd Koninkrijk · Wit-Rusland · Zweden · Zwitserland